# Floyd Creek
Pour les articles homonymes, voir Floyd.
Floyd Creek est un ruisseau du comté d'Adair dans l'État américain du Missouri.
Floyd Creek porte le nom de Jonathan Floyd, un pionnier.